# Guanozyno-5′-difosforan
Guanozyno-5′-difosforan (GDP) – organiczny związek chemiczny, rybonukleotyd o budowie podobnej do adenozynodifosforanu (ADP). Jest produktem hydrolizy GTP.